# Sandra Douglas
Sandra Marie Douglas, angleška atletinja, * 22. april 1967, Manchester, Anglija, Združeno kraljestvo.
Nastopila je na olimpijskih igrah leta 1992 ter osvojila bronasto medaljo v štafeti 4×400 m, v teku na 400 m se je uvrstila v polfinale.